# Hiéroglyphe égyptien F14
Les cornes de bovin et branche de palmier, en hiéroglyphes égyptiens, sont classifiées dans la section F « Parties de mammifères » de la liste de Gardiner ; cet hiéroglyphe y est noté F14.

## Représentation
Il représente la combinaison d'une paire de cornes bovin (race Negou) (hiéroglyphe F13) sur lesquelles se trouve une branche de palmier (hiéroglyphe M4). Il est translittéré wp.t-rnp.t. 

## Utilisation
| F14 | W3 |

| F14 | W3 |